# Phil Leotardo
Philip "Phil" Leotardo fiktivni je lik iz HBO-ove televizijske serije Obitelj Soprano kojeg je glumio Frank Vincent. Isprva je bio kapetan u zločinačkoj obitelji Lupertazzi, ali nakon smrti šefa Carminea Lupertazzija, pritvaranja i smrti njegova nasljednika Johnnyja Sacramonija i kratke borbe za prevlast s Faustinom "Docom" Santorom, Phil je postao šef obitelji.

## Životopis
Dugogodišnji poznati član i kapetan zločinačke obitelji Lupertazzi, Leotardo je bio jedan od mafijaša zatvorenih tijekom "Mafijaškog sloma u 1980-ima", a oslobođen je nakon 20-godišnje zatvorske kazne 2004. Odmah po izlasku iz zatvora priključio se obitelji Lupertazzi.
Nakon smrti Carminea Sr., izbila je borba za prevlast između dvije frakcije. Jednu je predvodio Carmineov podšef, Johnny Sack, dok je drugu naizgled predvodio Carmineov sin i kapetan iz Miamija
"Little Carmine" Lupertazzi, iako je vjerojatnije da su consigliere Angelo Garepe i kapetan Rusty Millio bili predvodnici te frakcije.
Phil je tijekom rata postao Johnnyjeva desna ruka te izvršio likvidacije koje su trebale oslabiti odlučnost Little Carminea. Phil je izvršio lažno ubojstvo kamatarke Lorraine Calluzzo, dok je bila čvrsto vezana, pucavši u nju držeći telefonski imenik između nje i pištolja, kako bi je nagovorio da preusmjeri svoj novac od Little Carminea ka Sacku. Kad ona to nije učinila, Phil se vratio sa svojim mlađim bratom, Billyjem Leotardom, i Joem Peepsom koji su ubili Lorraine. Nakon što je Peeps kasnije ubijen, Phil i Billy su ubili Angela Garepea. Djelujući do tada samo kao Johnnyjev terenski operativac, Phil je postao osobno uključen u rat kad je njegova brata ubio Tony Blundetto, kao osvetu za ubojstvo Angela, koji je bio Blundettov prijatelj.
Tony je isprva je štitio Blundetta od Phila. Phil je uhodio New Jersey tražeći Blundetta motajući se oko kuće majke Christophera Moltisantija Joanne te pretukavši suradnika Sopranovih Bennyja Fazia. Kad je postalo jasno da Tonyjevi ljudi neće trpjeti teror bez nekog posebnog razloga, Tony je bio prisiljen djelovati; na kraju je ubio svoga rođaka kako bi spasio obitelj i pružio Blundettu brzu i bezbolnu smrt.
Phil je, prema riječima Johnnyja Sacka, bio 'izvan sebe' što mu je oduzeta prilika za osvetom. Međutim, na sastanku između dvojice šefova, Johnny i Tony su se pomirili, nekoliko trenutaka prije nego što je FBI uhitio Sacka. Phil je nakon toga postao izvršni šef obitelji Lupertazzi. Zbunjen raznim dužnostima izvršnog šefa, imenovao je starog mafijaša iz obitelji Lupertazzi Albieja Cianfalonea svojim consigliereom.
Leotardova tvrdokorna narav i konzervativni stavovi posebno su došli do izražaja kad je otkriveno kako je Vito Spatafore, muž njegove rođakinje Marie, homoseksualac. Nakon što je Vito pobjegao, Phil je posjetio Marie pokušavši otkriti gdje je on, a nakon što ga je ona molila da poštedi život njezinu mužu, Leotardo ju je uvjerio kako samo želi pomoć Vitu. U epizodi "Cold Stones", nakon što se Vito vratio u New Jersey, sastao se s Tonyjem i ponudio mu novac za povratak u obitelj. Tony je odbio, ali nije mu pokušao nauditi. Phil i njegovi suradnici kasnije su se pojavili kako bi se raspitali gdje je Spatafore. Tony je slagao da ne zna, odgodivši neizbježno.
Tony je dogovorio da Carlo Gervasi likvidira Vita u trgovačkom centru u rano jutro pod lažnom izlikom da se Vito sastaje s Tonyjem. Noć prije nego što se Vito trebao sastati s Tonyjem kako bi raščistio situaciju, vratio se u svoj hotel gdje su ga dočekali Philovi vojnici Gerry Torciano i Dominic "Fat Dom" Gamielleo i oborili ga na pod štapovima za biljar. Nakon što su ga srušili, Phil je ironično izašao iz ormara. Nazvao ga je "jebenom sramotom", nakon čega je mirno odgledao kako ga Torciano i Gamielleo tuku štapovima do smrti. Nakon što su ga ubili, zabili su mu štap u rektum kako bi naglasili svoje gađenje prema homoseksualnosti.
Phil se ubrzo vratio regularnim poslovima, ne očekujući reakciju iz Jerseyja. Ipak, nedugo nakon ubojstva Fat Doma je ubio bijesni Carlo Gervasi u Satriale'su nakon što je ovaj zbijao šale na Vitov račun. Leotardo je nakon toga umalo i sam stradao, kad je u zrak odletjela zgrada u kojem je vodio jedan od svojih poslova.
Nakon neuspješnog pokušaja Little Carminea Lupertazzija da okonča primirje između obitelji, Leotardo i njegova ekipa spremali su osvetu. Iako je Phil razmišljao da ubije samog Tonyja, kapetan Butch DeConcini ga je nagovorio da cilja nekog važnog obitelji DiMeo. Međutim, zavjera je propala jer je Phil na Božić 2006. preptrpio srčani udar te je hospitaliziran. Tony ga je ondje posjetio, rekavši mu kako je osjećao strah i žaljenje tijekom svojeg bolničkog iskustva, te zatražio mir u interesu obje obitelji. Oporavljeni je Phil 2007. izrazio želju da provodi više vremena kod kuće, u krugu svoje (krvne) obitelji. Odlučio je odstupiti s mjesta šefa i prepustiti obitelj Lupertazzi svojem štićeniku Gerryju Torcianu. Phil ipak nije snažno podržao Torciana, pa je podšef Doc Santoro ubrzo istupio tražeći vodstvo ubojstvom Torciana.
Odlučivši se vratiti, Phil je čekao, radeći za Doca Santora sve dok starčeva arogancija nije postala nepodnošljiva. Phil je sjeo na večeru s Docom kako bi ga potvrdio kao šefa, a Doc ga je doslovno ponizio uzevši hranu s njegova tanjura. Znajući da ima potporu, uključujući i Tonyjevu, Phil je naredio Santorovo ubojstvo. Philova je ekipa ubila Santora i suradnika ispred masažnog centra, ostavivši ga mrtvog na pločniku. Phil se nakon toga učvrstio kao šef obitelji Lupertazzi, Cianfalone kao consigliere, a DeConcini kao podšef.
Do novog sukoba između Leotarda i Tonyja došlo je kad se pojavio problem odlaganja azbesta. Nakon što je Tony pretukao jednog od Philovih ljudi, Coca, jer je prijetio njegovoj kćeri, Phil se odbija sastati s Tonyjem i pokreće novi rat protiv obitelji DiMeo, naredivši ubojstva Tonyja, Bobbyja Baccalierija i Silvia Dantea. Bobby biva ubijen, a Silvio pada u komu nakon teškog ranjavanja.
U završnici serije, "Made in America", Butch DeConcini i Albie Cianfalone dogovaraju sastanak s Tonyjem i Pauliejem, gdje izražavaju nezadovoljstvo Philovim vodstvom i pristaju na primirje. Ubrzo nakon toga, Leotardo je prikazan kako razgovara sa svojom ženom kroz prozor automobila na benzinskoj postaji gdje ga iznenada ustrijeli Walden Belfiore, vojnik ekipe Gervasi iz obitelji DiMeo. Ostavivši unuke u svojem Ford Expeditionu, Leotardova žena u panici potrči mu u pomoć. Bez kontrole i još uvijek s upaljenim motorom, veliki SUV kreće naprijed, a kotač prelazi i lomi Leotardovu lubanju.

## Ubojstva koja je počinio i naredio Leotardo
- Angelo Garepe: ubijen od strane Phila zbog ubojstva Joea Peepsa.
- Vito Spatafore: naredio njegovu smrt preko Gerryja Torciana i Dominica "Fat Dom" Gamiella.
- Lorraine Caluzzo: promatrač njezine smrti tijekom rata njujorških frakcija u petoj sezoni.
- Bobby Baccalieri: naredio ubojstva Bobbyja, Silvia i Tonyja tijekom rata 2007. Baccalieri biva ubijen u trgovini modelima.

## Vanjske poveznice
- Profil Phila Leotarda na hbo.com
- Phil Leotardo u internetskoj bazi filmova IMDb-u